# Doop (cómic)
Doop es un personaje ficticio que aparece en los cómics estadounidenses publicados por Marvel Comics. El personaje aparece en el Universo Marvel, creado por el escritor Peter Milligan y el artista Mike Allred. El hizo su debut en X-Force #116.Es una criatura reniforme verde, flotante y de origen desconocido que habla en un "lenguaje" propio (representado en el texto por una fuente especial).

## Historial de publicaciones
Doop apareció por primera vez en X-Force #116, apareció en todos los números hasta el final de la serie y luego apareció en todos los números de X-Statix. Doop también apareció junto a Wolverine en una serie limitada de dos números y luego en Wolverine & the X-Men, y tenía su propia miniserie de cómics llamada "All New Doop".

## Biografía ficticia
Doop se dijo que era el producto de un experimento militar estadounidense de la era de la Guerra Fría, que resultó fundamental en la caída de la Unión Soviética.
Más tarde él se desempeñó como camarógrafo del famoso equipo de superhéroes mutantes X-Statix (anteriormente conocido como X-Force). El filma una misión al África del Norte que luego es criticada por el entonces líder del equipo Zeitgeist; siente que Doop no debería optar por tomas artísticas. La próxima misión de X-Force es a Nueva York, donde deben rescatar a la banda de chicos "Boyz R Us" de los secuestradores. Mientras está en la sala de reuniones, U-Go Girl le pide a Doop que no siga disparándole el trasero desde un ángulo bajo. Doop responde en su idioma que sólo los personajes conocen, mientras inexplicablemente articula algo de su equipo de grabación.
El edificio es atacado por un helicóptero artillado, matando a los rehenes y a muchos de los terroristas. La mayor parte del equipo muere también, a excepción de Doop, U-Go Girl y Anarchist. Doop obtiene imágenes de alta calidad de los dos matando a los asesinos restantes.
Los muñecos de peluche Doop se ven a la venta en el café X-Statix, por cinco dólares cada uno. Uno de estos es vandalizado por Wolverine.
En un momento, Doop graba en secreto al miembro novato de X-Statix, El Guapo, sucumbiendo a las tentaciones de la fama y haciendo un trío. El video difundido destruye la relación de El Guapo con su novia original.
Una sección de la sede de X-Force está reservada para la familia de Doop, a quienes nunca se les ve en el panel. El equipo habla muy poco de esta parte. El equipo se esconde en esta zona cuando creían estar en peligro sobrenatural.

### Corkscrew
En una sesión de entrenamiento/audición para X-Statix, uno de los solicitantes, Corkscrew, mata innecesariamente a un oponente. Se discute que Doop se encargaría del asunto. A pesar de la gravedad de que un hombre inocente acaba de morir, Doop hace una broma en su idioma, lo que entretiene enormemente a los miembros del equipo presentes.
Doop es enviado a un viaje de campamento con Corkscrew. Al final simplemente mata a Corkscrew con un hacha, no sin antes someter al mutante mentalmente inestable a tortura psicológica. Parte de esto es engañar al hombre para que mate caballos salvajes.

### Poder cerebral
En un incidente, el cerebro de Doop explota y partes de él aterrizan por todo el mundo. X-Statix y Los Vengadores luchan entre sí para hacerse con el control de las piezas del cerebro. Doop, que funciona con un cerebro de respaldo en su trasero y ahora es capaz de hablar como humano, se une. El lucha contra Thor hasta detenerlo, succionando su martillo Mjolnir y recreando múltiples copias. El Capitán América afirma que Doop era una superarma creada por Estados Unidos que era capaz de destruir todo el planeta. Los Vengadores, al final, permiten que Doop vuelva a estar bajo la custodia de X-Statix, después de que muestran coraje y responsabilidad al enfrentar la amenaza asgardiana de las "Tres Hermanas".
El conoce a Wolverine y los dos incluso se unieron en una miniserie de dos números.
Se reveló que en algún momento indeterminado de la vida de Doop, tuvo una aventura con una hermosa mujer casada. Su esposo contrató a un investigador privado, Chandler, para espiar a su esposa descarriada. Chandler se enamoró de Doop. Al final, Doop abandonó a la mujer para tener una aventura con el detective.

### Doop y Daap
Después del incidente con los Vengadores, X-Statix organiza una fiesta de despedida a la que asisten fans y múltiples superhéroes. Son contratados para una última misión: librar la mansión de un multimillonario de los terroristas que han tomado el control del edificio. El compañero de equipo de Doop, Anarchist, señala que esto se parece a una misión del pasado donde todos los miembros de X-Force, excepto dos, mueren. La mansión no sólo está llena de hombres armados, sino que también está rodeada de helicópteros de ataque. Los uniformes de los pistoleros son idénticos a los que vestían los secuestradores de 'Boyz R Us'. Durante la misión, todos, incluido Doop, aparentemente mueren. Se ve a Doop tirado en una silla con una gran herida en el estómago.
Sin embargo, los X-Men Havok y Polaris de vacaciones se encuentran con una entidad similar a Doop cuando se estrella contra la Tierra desde el espacio exterior. Polaris inmediatamente identifica a la criatura como el mismo ser que había visto previamente en el espacio y lo llama Daap. Havok finalmente lo hace pedazos, pero comienza a reformarse. Sus restos amorfos y gelatinosos salen volando con Polaris y la Reina Leprosa que odia a los mutantes. La verdadera identidad de Daap y cualquier conexión que tenga con Doop no se revela.

### Regreso
Doop regresa en una historia publicada en la serie de antología Nation X, donde se incorpora a Utopia como investigador privado. Se revela que la historia no es más que un sueño, y luego se muestra a Doop viviendo con una hermosa mujer en otro lugar.El primer número de Wolverine and the X-Men enumera a Doop como miembro adjunto del personal docente del Instituto Jean Grey de Estudios Superiores.Finalmente se le muestra sustituyendo la clase de "Introducción a la religión" de Kitty Pryde, aunque, bajo Doop, el curso consiste principalmente en ver películas mientras Doop toma una siesta. Se muestra que los estudiantes son cómicamente incapaces de descifrar el plan de lección de Doop.La enseñanza, sin embargo, es una tapadera para la verdadera posición de Doop. Solo Wolverine sabe que Doop es en realidad el protector secreto de la escuela y pasa la mayor parte de su tiempo recopilando y actuando en base a información sobre posibles amenazas a los estudiantes.El nuevamente protege a los estudiantes desprevenidos de un ataque de supervillano, después de la graduación, usando sonidos.
Doop regresa en Jóvenes Vengadores como el conductor designado al final de la fiesta de los Jóvenes Vengadores. Se lo ve esperando con los brazos cruzados en la rampa de carga del avión mientras Transonic lleva a un Pixie dormido a bordo.
Después de apariciones semi-regulares en Wolverine and the X-Men, Doop regresó en abril de 2014 en su propia miniserie de cinco números, All New Doop, escrita por el creador Peter Milligan,escrito por David Lafuente, con portadas de Mike Allred. Esta serie se centra en los sentimientos románticos de Doop por Kitty Pryde. También cuenta con el regreso del antiguo compañero de equipo de Doop, Anarchist.

## Poderes y habilidades
Las habilidades de Doop mostradas en los cómics hasta ahora incluyen fuerza y durabilidad sobrehumanas, vuelo, regeneración, maleabilidad física, una capacidad vagamente definida para manipular el tiempo y/o el espacio, y la capacidad de replicar objetos físicos por medios desconocidos. En la edición "silenciosa" de X-Force, accidentalmente succionó a todo el equipo hacia su cuerpo o mente a través de un grano reventado. Entró en sí mismo hurgando en el grano y rescató a sus compañeros de su propio subconsciente. Cuando volvieron a la realidad, nadie excepto Doop se dio cuenta de lo que había ocurrido y solo había pasado una fracción de segundo.
Doop usa su boca como espacio de almacenamiento para su equipo fotográfico, entre otros elementos; Se desconoce si estos elementos simplemente se almacenan dentro de su cuerpo físico o si en realidad son transportados a otra dimensión como aquella a la que fueron transportados sus compañeros de equipo.
En la historia de "Lacuna" en X-Force, la capacidad de Lacuna para detener el tiempo no afecta a Doop. Cualquiera que sea su control sobre el tiempo o el espacio, aparentemente no es lo suficientemente poderoso como para que el equipo lo use para teletransportar al grupo; confiaron primero en U-Go Girl y luego en Venus Dee Milo para viajes de larga distancia.
En la historia "X-Statix vs. Avengers" de X-Statix, el cerebro de Doop fue extraído de su cuerpo y obligado a proyectar ráfagas de energía a sus compañeros de equipo (un poder que no demostró ni antes ni después). El cerebro fue accidentalmente destrozado en fragmentos por Thor, pero su segundo cerebro (en sus cuartos traseros) se instaló temporalmente en su cabeza hasta que el cerebro original pudiera volver a ensamblarse, aunque se afirmó que este segundo cerebro solo lo mantendría con vida por un corto tiempo. Más tarde, cuando Thor golpeó a Doop con su martillo, Mjolnir, Doop absorbió el martillo en su cuerpo y disparó a Mjolnir y varios martillos duplicados desde su boca hacia Thor.
Doop ha estirado sus rasgos faciales y su lengua en numerosas ocasiones, y una vez se arrancó un ojo de la cabeza y luego lo reemplazó. Expandió su cuerpo hasta convertirlo en un cojín en la miniserie Wolverine/Doop. Se desconoce si Doop posee otros poderes. En el único caso en el que se vio obligado a matar a alguien, aparentemente usó un hacha común y corriente, aunque el asesinato en sí no estaba representado en el panel. Algún tiempo después, cuando Doop pensó que Wolverine estaba peligrosamente loco, estaba preparado para atacar al X-Man con una botella de vidrio rota.

### Doopspeak
En 2001, varios sitios web afirmaron haber descifrado Doopspeak.El editor de la serie Axel Alonso respondió en un artículo del 8 de octubre de 2001 escrito por Eric J. Moreels en el sitio X-Fan (ahora Comixfan) que anteriormente formaba parte de Cinescape.com:
La semana pasada nos avisaron que algunas personas estaban visitando Blambot.com para aparentemente decodificar el enigma de 'Doop Speak'. Que no te engañen. Dice [el escritor de la serie] Peter Milligan, y cito: 'Cualquier alfabeto que pretenda existir es para 'Doop Speak' lo que el menú de un restaurante griego es para La Ilíada. Las complejidades y matices de Doop Speak, comprendidos sólo por unos pocos iniciados, no pueden abarcarse ni delinearse mediante ningún sistema de imágenes.' La gente debería "traducir" bajo su propia responsabilidad.
Sin embargo, Doopspeak se reveló en 2014, al final de Essential X-Men #57.

## Mercancía
Se incluyó una figura de Doop con la figura de Deadpool de Marvel Legends Serie VI.
En octubre de 2004 se lanzó un minibusto Marvel de DOOP de Bowen Designs, como parte de la Fase II, Busto n.° 88 y esculpido por Randy Bowen.

### Mercancía ficticia
La mercancía Doop es popular en el universo Marvel, particularmente entre los niños; Paco Pérez fue visto usando una camiseta de Doop, mientras que Molly Hayes es la conocida dueña de un muñeco de peluche de Doop y de un póster de Doop. También se ha visto a Jean Grey con un llavero de Doop. Todos los miembros de X-Statix estaban completamente comercializados.
Doop protagonizó su propia película de acción llamada 'Doop Hard'.

## En otros medios

### Televisión
- Doop hace un cameo en el episodio de Ultimate Spider-Man, "Back in Black". Se le ve como parte de una secuencia de fantasía que imagina Peter Parker.

### Videojuegos
- Doop aparece en los videojuegos Marvel Heroes y Marvel Puzzle Quest